# Папеж, Анджей
Анджей Папеж (пол. Andrzej Papierz, родился 21 ноября 1966, Фрамполь) — польский дипломат и журналист, Чрезвычайный и Полномочный посол Республики Польша в Республике Болгария (2007—2010) и Черногории (2023—), заместитель Министра иностранных дел Польши (2018).

## Биография
Анджей Папеж окончил Институт Истории Варшавского Университета. Во время учебы был одним из лидеров Независимого союза студентов. Принимал участие в акциях Профсоюза «Солидарность». Задерживался и наказывался коммунистическими органами. Весной 1989 г. отвечал за координацию предвыборной кампании Солидарности в Опольском воеводстве. В 1990 г. стал журналистом «Еженедельника Солидарность». Затем в 1991—1993 гг. работал в Бюро Анализа и Информации Управления охраны государства. В октябре 1993 г. редактор в Польское Радио. В 1994 г. стал репортером программы «Информация» в TV Polsat. В 1995—1996 гг. работал на Польском Телевидении — был издателем и репортером программы «Пульс Дня». В качестве журналиста выезжал на Кавказ, в Россию и Казахстан. В 1996 г. работал в международном отделе ежедневника «Życie», а затем на канале RTL 7.
С мая 1998 г. заместитель директора Информационного центра правительства в Канцелярии председателя совета министров Ежи Бузека. С 2000 г. директор Центра. В 2001—2006 директор Польского института в Софии. Затем директор Бюро Кадров и Обучения Министерства иностранных дел Польши. С 2007 г. титулярный посол. С 5 сентября 2007 г. по 5 июля 2010 г. посол Польши в Болгарии. В ноябре 2010 г. был направлен в Посольство в Кабуле. Вернулся в 2012 г. С февраля до 31 мая 2013 г. в Посольстве в Белграде. Затем Генеральный Консул в Алма-Ата (2013—2016) и Стамбуле (2017—2018). С 3 апрела 2018 по 21 октября 2018 занимал должность заместителя Министра иностранных дел Польши. С 22 октября 2018 по 13 апрела 2021 генеральный директор МИД. С 2023 посол в Черногории.
Анджей Папеж говорит на болгарском, русском и английском языках. С женой Кристиной имеют 5 детей.

## Награды
- Нагрудный знак «За заслуги перед польской культурой» (2000)[8]
- «Звезда Афганистана» (2011)[8]
- Золотая медаль «За заслуги при защите страны» (2011)[8]
- Медаль «За кампанию в Афганистане» (2012)[8]
- Крест Свободы и Солидарности (2015)[11]
- Медаль «Pro Patria» (2016)[8]
- Офицерский крест Ордена Возрождения Польши (2019)[12]